# Standard Industries
Standard Industries Inc. ist ein US-amerikanischer Mischkonzern mit Hauptsitz in New York City. Der Konzern ist in der Baustoffindustrie, der chemischen Industrie, der Logistik und der Immobilienwirtschaft tätig und verfügt mit der Konzerntochter Standard Investments über eine eigene Beteiligungsgesellschaft.
Der Konzern entstand aus der Standard Paint Company heraus, die 1886 gegründet wurde. Der Farbenproduzent weitete sein Produktportfolio 1892 in den Bereich der Dachabdichtungen aus und vertrieb fortan Bitumen-Dachbahnen.
In den 2010er Jahren übernahm Standard Industries mehrere Baustoffhersteller, so Icopal (2016), SGI (2016) sowie Braas Monier (2017). Braas Monier und Icopal wurden 2017 miteinander zur BMI Group verschmolzen. Im Jahr 2021 wurde das Spezialchemieunternehmen W. R. Grace and Company übernommen.

## Geschäftsbereiche
Der Konzern gliedert sein Geschäft in die Geschäftsbereiche Standard Building Solutions (Baustoffe), Standard Performance Materials (Spezialchemie), Standard Logistics (Logistikleistungen), Standard Investments (Kapitalbeteiligungen) und Standard Real Estate (Immobilien).
Der Geschäftsbereich Standard Building Solutions fasst das Baustoffgeschäft des Konzerns zusammen, das unter anderem die Produktion von Kamin- und Schornsteinsystemen sowie Dachziegeln, Bitumen-Dachbahnen und anderen Produkten zur Dachabdichtung umfasst. Zu den Tochtergesellschaften innerhalb dieser Sparte zählen die BMI Group, Schiedel, Siplast, GAF, GAF Energy und Speciality Granules (SGI).
Das Unternehmen W. R. Grace and Company bildet den gesamten Geschäftsbereich für Spezialchemie und produziert hauptsächlich Katalysatoren für die chemische und petrochemische Industrie sowie Lebensmittelzusatzstoffe.
Standard Logistics mit Sitz in Dallas betreibt eine eigene Flotte von Sattelzügen mit Flachbett- und Kofferaufliegern sowie Tankwagen und zählt unter anderem die Konzernschwester GAF zu seinen größten Kunden.
Über Standard Investments beteiligt sich der Konzern an einer Vielzahl kleinerer Unternehmen auf den Gebieten der Technologie und der Medien.
Der Kern des Immobiliengeschäfts wird durch die Konzerntochter Winter Properties gebildet.